# Solenocera bedokensis
Solenocera bedokensis är en kräftdjursart som beskrevs av Hall 1962. Solenocera bedokensis ingår i släktet Solenocera och familjen Solenoceridae. Inga underarter finns listade i Catalogue of Life.